# Sutherland (Utah)
Sutherland es un lugar designado por el censo situado en el condado de Millard, Utah  (Estados Unidos). Según el censo de 2010 tenía una población de 165 habitantes.

## Demografía
Según el censo de 2010, Sutherland tenía una población en la que el 95,8% eran blancos, 0,0% afroamericanos, 0,0% amerindios, 0,0% asiáticos, 0,0% isleños del Pacífico, el 3,0% de otras razas, y el 1,2% pertenecían a dos o más razas. Del total de la población el 6,1% eran hispanos o latinos de cualquier raza.